# Île Mantouni
L' Île Mantouni, Mantoni ou encore Mataroni est une île située sur le fleuve Approuague dans la commune de Régina en Guyane.